# Arbanija
Arbanija is een plaats in de gemeente Trogir in de Kroatische provincie Split-Dalmatië. De plaats telt 370 inwoners (2001).